# 바니야 살해 사건
바니야 살해 사건은 1991년 8월 22일 크로아티아 육군이 바노비나(바니야) 지역의 여러 마을에서 세르브계 크로아티아인을 대량으로 살해한 사건이다.

## 배경
1991년 봄 크로아티아에서 무력 충돌이 시작되었고, 곧 블린스키쿠트와 키냐치카를 포함한 시사크 인근의 여러 마을이 세르브인 준군사에게 점령당했다. 크로아티아 정부는 코드명 "밤의 근위대" 작전을 시작해 블린스키쿠트와 같은 시사크 지역의 여러 마을은 세르브계 군사로부터 탈환하러 시도했다.

## 살해 사건
1991년 8월 22일, 크로아티아군은 세르브인이 다수 살고 있는 마을인 블린스키쿠트, 키냐치카고르냐, 키냐치카도냐, 블린스카그레다, 베스트르마, 트르냐네, 차칼라, 브르댜네 등의 마을에 군사 행동을 수행했으며 이 과정에서 세르브계 크로아트인 최소 15명이 사망했다. 사망자 대부분은 민간인이었으나 이 중 5명은 크로아티아군과 교전하는 과정에서 사망한 세르브계 병사이다.

## 전후
시사크 지역 마을에서 발생한 민간인 살해 사건에 대해 형사상 처벌을 받은 사람은 없다. 2006년 9월 민간인을 대상으로 한 살해 혐의로 사망자 유가족이 크로아티아 국가방위군(ZNG) 병사 4명을 형사 고발했으나 크로아티아 법원은 "이들은 준군사조직 사이의 교전 과정에서 사망한 사람들로, 무력 충돌의 부수적 피해로 발생한 사망 사건이지 의도적인 학살이 아니다"라며 소송을 기각했다.